# Quan hệ ngoại giao của Iran
Quan hệ đối ngoại của Iran đề cập đến mối quan hệ liên chính phủ giữa Cộng hòa Hồi giáo Iran và các quốc gia khác. Địa lý là một yếu tố rất quan trọng trong việc thông báo chính sách đối ngoại của Iran. Sau Cách mạng Iran năm 1979, Cộng hòa Hồi giáo mới ra đời, dưới sự lãnh đạo của Ayatollah Khomeini, đã đảo ngược đáng kể chính sách đối ngoại thân Mỹ của Shah cuối cùng của Iran Mohammad Reza Pahlavi. Kể từ đó, các chính sách của đất nước này đã dao động giữa hai khuynh hướng đối lập của sự hăng hái cách mạng, mà sẽ loại bỏ ảnh hưởng của phương Tây và phi Hồi giáo trong khi thúc đẩy cách mạng Hồi giáo ở nước ngoài, và chủ nghĩa thực dụng, thúc đẩy phát triển kinh tế và bình thường hóa quan hệ. Các thỏa thuận song phương của Iran theo đó đôi khi bị lẫn lộn và mâu thuẫn nhau.
Iran hiện đang duy trì quan hệ ngoại giao đầy đủ với 97 quốc gia trên toàn thế giới. Theo dữ liệu được công bố bởi Viện Danh tiếng, Iran là quốc gia bị ghét nhất thứ hai trên thế giới, chỉ sau Iraq và đã giữ vị trí đó trong ba năm liên tiếp 2016, 2017 và 2018. Chủ nghĩa Hồi giáo và phổ biến hạt nhân đang tái diễn các vấn đề với quan hệ đối ngoại của Iran. Trong một loạt các cuộc thăm dò quốc tế của Pew Research vào năm 2012, chỉ có một quốc gia (Pakistan) có phần lớn dân số ủng hộ quyền mua vũ khí hạt nhân của Iran; mọi người dân khác được thăm dò đều từ chối một nước Iran có vũ trang hạt nhân (90-95% đối lập ở các nước châu Âu, Bắc Mỹ và Nam Mỹ được thăm dò), và hầu hết trong số họ đều ủng hộ hành động quân sự để ngăn chặn một Iran có vũ trang hạt nhân trở thành sự thật. Ngoài ra, phần lớn người Mỹ, Brazil, Nhật Bản, Mexico, Ai Cập, Đức, Anh, Pháp, Ý, Tây Ban Nha và Ba Lan (trong số các nhóm quốc gia khác) đã hỗ trợ đa số cho "các lệnh trừng phạt cứng rắn hơn" đối với Iran, trong khi đa số ở Trung Quốc, Nga và Thổ Nhĩ Kỳ phản đối các biện pháp trừng phạt cứng rắn hơn đối với quốc gia này.

## Lịch sử
Theo truyền thống, người Iran rất nhạy cảm với sự can thiệp của nước ngoài vào đất nước của họ, chỉ ra những sự kiện như cuộc chinh phạt của Nga ở phía bắc của đất nước trong thế kỷ 19, nhượng bộ thuốc lá, sự chiếm đóng của Anh và Nga ở Thế giới thứ nhất và thứ hai Chiến tranh, và âm mưu của CIA nhằm lật đổ Thủ tướng Mohammed Mosaddeq. Sự nghi ngờ này thể hiện ở thái độ mà nhiều người nước ngoài có thể thấy không thể hiểu được, chẳng hạn như niềm tin "khá phổ biến" rằng Cách mạng Iran thực sự là công việc của một âm mưu giữa giáo sĩ Shi'a của Iran và chính phủ Anh. Đây có thể là kết quả của sự thiên vị chống Shah trong các chương trình phát sóng Ba Tư có ảnh hưởng của Đài phát thanh BBC tới Iran: một báo cáo của BBC ngày 23 tháng 3 năm 2009 giải thích rằng nhiều người ở Iran đã xem đài truyền hình và chính phủ là một, và giải thích sự thiên vị cho Khomeini là bằng chứng về sự suy yếu hỗ trợ của chính phủ Anh cho Shah. Việc BBC đã thực sự giúp đẩy nhanh các sự kiện cách mạng là hoàn toàn có thể.